# Chondropetalum decipiens
Chondropetalum decipiens là một loài thực vật có hoa trong họ Restionaceae. Loài này được Esterh. mô tả khoa học đầu tiên năm 1985.